# A fehér ló mondája

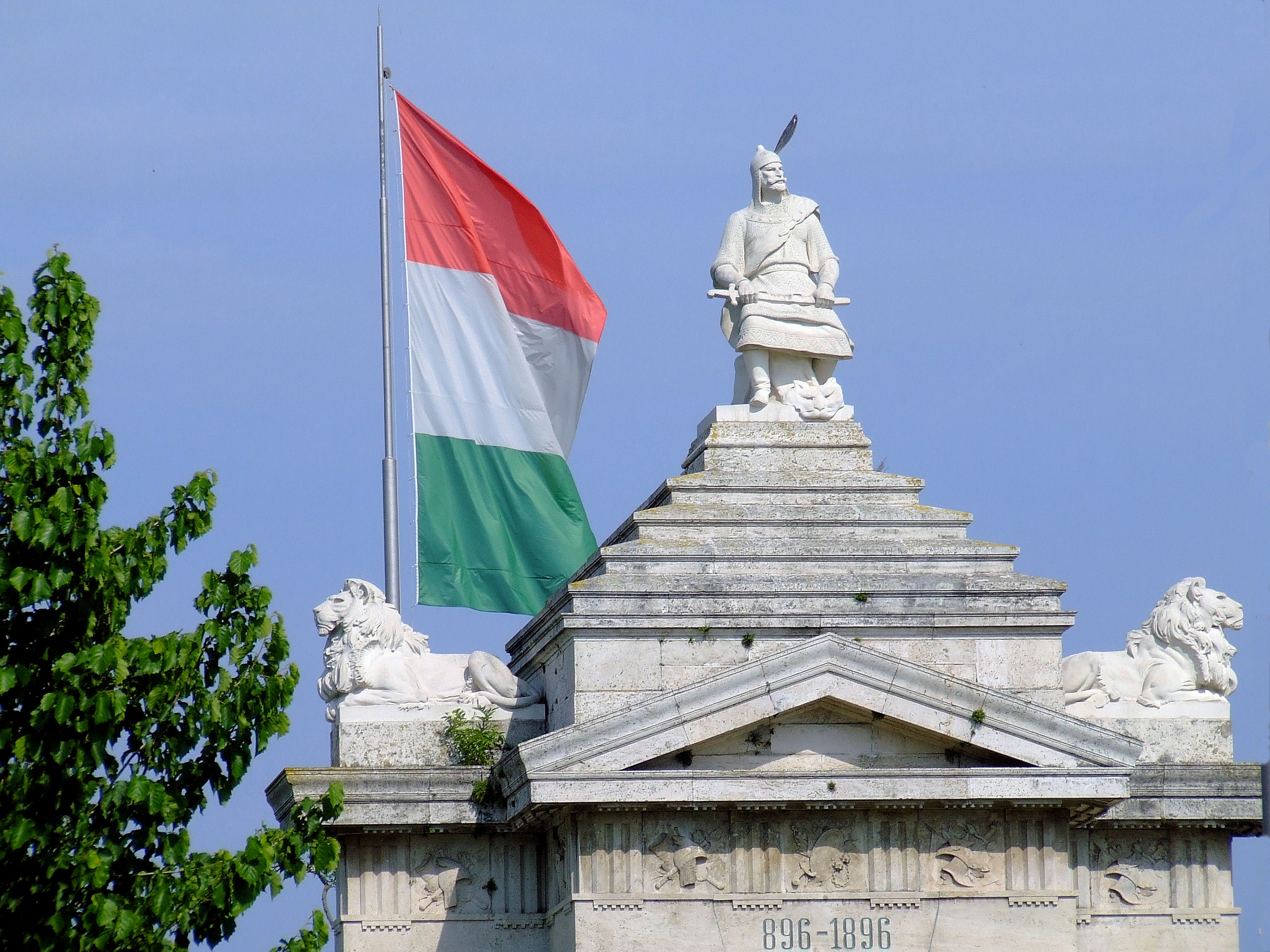
Honfoglaló Árpád vezér emlékműve Ópusztaszeren

A fehér ló mondája a honfoglalás környékén született legendák, mondák egyike, amely a haza földjének megszerzéséről szól, és évszázadokon át szájhagyomány útján maradt fenn, míg lejegyezték. Több forrás is fennmaradt erről a történetről. A fehér ló mondáját Anonymus is beleszőtte történeti munkájába, de szó esik róla a Budai és a Dubnici Krónikában is. A legteljesebb történet a Képes krónikában őrződött meg, amely a 13. század végén íródott. A monda leggyakrabban a morvák elleni magyar cselről szól, de valószínűleg ezt a módszert alkalmazták a bolgárok és más szomszédos népek ellen is.

## A fehér ló mondája(a Képes krónika nyomán; Lengyel Dénes feldolgozása)

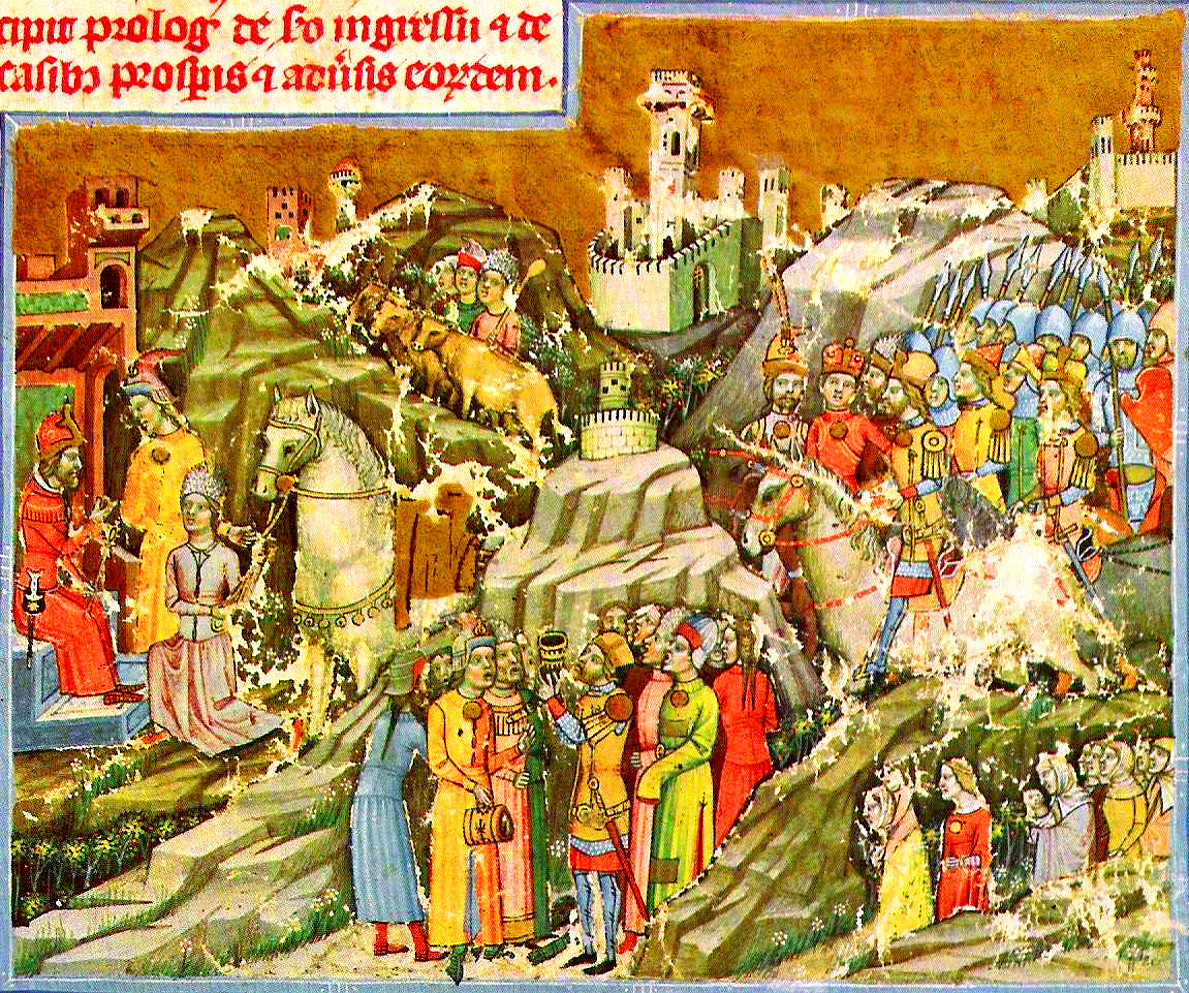
A kép bal oldalán Kusid köszönti Szvatoplukot és népe nevében, átadja ajándékát: Árpád ménesének leggyönyörűbb példányát. Illusztráció a Képes krónikában

Árpád vezér és nemesei hallottak Pannonia gazdagságáról, hogy legjobb folyó a Duna, és jobb föld a világon sehol sincsen, ezért közös elhatározással elküldtek egy hírszerzőt, név szerint Kund fia Kusidot, hogy az egész földet szemlélje meg, és a föld lakóit kérdezze ki.
Amikor Kusid Magyarország közepébe eljött, és a Duna menti részekre leszállott, azt látta, hogy a táj kellemes, körös-körül a föld jó és termékeny, a folyó jó és füves. Mindez tetszett neki. Ezután elment a tartomány fejedelméhez, aki Attila után ott uralkodott, a morva fejedelmet Szvatopluknak hívták.
Kusid köszöntötte és népe nevében, átadta ajándékát: Árpád ménesének leggyönyörűbb példányát. Cserébe egy kulacs vizet kértek a Dunából, egy marék földet és egy kis füvet a mezőkről. Amikor Szvatopluk a magyarok szándékát meghallotta, nagy örömmel örvendezett, azt hitte ugyanis, parasztok jöttek, hogy megműveljék az ő földjét; ezért a követet kegyelmesen bocsátotta el.
Kusid pedig a Duna vizéből kulacsát megtöltötte, perje fűvel tömlőjét megrakta, aztán fekete földből rögöket vett fel, azzal az övéihez visszatért.
Amikor elmondotta mindazt, amit látott és hallott, és a kulacs vizet, a földet és a füvet megmutatta, mindjárt felismerték, hogy a föld igen jó, a víz édes, és a mező füve hasonlatos ahhoz, amit Kusid nekik elbeszélt. Ezután Kusidot a fejedelemhez visszaküldték.
Árpád vezér ezalatt a hét vezérrel Pannóniába bejött, de nem mint vendég, hanem mint a föld jogos örököse és birtokosa. Ekkor más hírmondót küldöttek a fejedelemhez, ilyen követséget bíztak rá:
– Árpád és vitézei neked azt mondják, hogy azon a földön, amelyet tőled megvettek, tovább semmiképpen se maradj. A földedet lovon, a füvedet féken, a vizedet nyergen megvették, és te szegénységed meg kapzsiságod miatt a földet, a füvet és a vizet nekik átadtad.
Amikor a fejedelemnek ezt az üzenetet átadták, mosolyogva így szólt:

– Azt a lovat bunkósbottal agyonüssék, a féket a mezőre kivessék, az aranyos nyerget a Duna vizébe hajítsák! Erre a követ így szólt:
– Ha a lovat megütteted, a mi kutyáink egyék meg, jól kikerekedik tőle a horpaszuk, ha a féket a fűbe kiveted, kiássuk és a gyerekeknek adjuk a cifra játékot, ha pedig a nyerget a Dunába hajítod, halászaink az aranyos nyerget a partra kiteszik és hazaviszik.
Amikor a fejedelem ezt meghallotta, gyorsan sereget gyűjtött, mert félt a magyaroktól. Szövetségeseitől is segítséget kért, majd a csapatokat egyesítette, és a magyarok elé vonult. A magyarok eközben a Duna mellé érkeztek, és egy gyönyörű mezőn hajnalhasadtával csatát kezdtek. Az Úr segedelme velük volt: színük elől Szvatopluk fejedelem futásnak eredt.

A magyarok egészen a Dunáig üldözték. Ott Szvatopluk ijedtében a folyóba beleugratott, és a sebes vízbe belefulladt.

## A monda valóságalapja
A fehér ló mondája egyes korábbi változatok esetében Szvatopluk apjával, Maróttal játszódik le (erre utal a Képes krónika 23. fejezete: „Némelyek azt tartják, hogy a magyarok visszatérésekor Pannóniában nem Szvatopluk, hanem Marót uralkodott”). A magyar vezérek a történet szerint egy ősi keleti jogszokást használnák ki. E szokás alapja az a hiedelem, hogy az országból, településből, házból kihordott föld, por vagy bármilyen tárgy az országot, tájat stb. ellenséges erők hatalmába juttatja. A birtokszerzésnek ez a sajátos módja máshol is jelen volt. Hérodotosz a perzsákról írt művében leírja ezt a jogszokást, és több korabeli arab forrás is élő szokásként említi meg.
Persze a morva fejedelem erről nem tudhatott, és ez megalapozta a két nép ellenségeskedését. A magyarok mintegy casus belliként küldték az ajándékot a morva udvarba. A legendának azonban feltehetőleg nincs sok köze a valósághoz, hiszen Árpád magyarjai akkor érkeztek a Kárpát-medencébe, amikor Szvatopluk már meghalt. A Dunántúl elfoglalása valóban a morvák elleni csatában sikerült, de a történelem során nagyrészt jó kapcsolat állt fenn ezzel a szomszédos néppel. A monda inkább a 894-ben Szvatoplukkal való szövetségkötés emlékét őrizhette meg. A morva fejedelem a frankok ellen kért segítséget a magyaroktól, azonban a harcok idején meghalt. Az akkori magyar jogfelfogás szerint az egyik fél halála a szerződés felbontását eredményezte.
Vitatott az Árpád hírszerzőjeként említett Kusid alakja. Györffy György szerint Árpád fejedelemtársa, Kurszán nevének ferdítése lehet (apjaként a krónika éppen azt a Kund vezért nevezi meg, akinek a fia Anonymusnál Kurszán).
A csuvas, votják, mordvin nép körében századunkig élt a lopott föld termékenyítő hatásában, illetőleg a meglopott terület termékenység-vesztésében való hit, amelyre rítusok épültek, de amelyből egyúttal népek közti háborúskodások is származtak.
„A neves iráni tudós, Idries Shah, a szellemi hagyományok kutatója írja, hogy az eurázsiai szellemiség ősi központja a szkíta népek lakta Közép- és Belső-Ázsia volt. Szerinte e szellemiség nagyrészt a magyarok közvetítésével eljutott Európa népeihez, valamint az indiánok révén az amerikai földrészre is. Közvetlen és közvetett kisugárzása alapvető hatással volt Eurázsia »peremterületeire«: Kínára, Indiára, Mezopotámiára, Egyiptomra valamint Európa régi földközi tengeri műveltségeire is, és ma is meghatározó erőt gyakorol szinte egész Földünk népeire. Magyar műveltségünk e szellemiségnek a közvetlen örököse". (Csöpel láma: A magyar szellemiség eredete)
„Magóg király pedig – akit »a szittyák urának« hívnak – Jafet utódként szerepel. Hogy esetleg mekkora lehetett birodalma, jelzi, hogy míg a perzsa II. Kürosz király (Kr. e. 601–530) – Babilon meghódítója – a szkíták elleni küzdelemben, a mai Üzbegisztán-Kazahsztán határa mentén esik el, addig I. Dareiosz (Kr. e. 550–487), ezt a sérelmet a »Dunán átkelve« kívánja megbosszulni, de ő is katasztrofális vereséget szenved eleinktől. Ezzel összhangban Hérodotosz (Kr. e. 484–425) a Kárpát-medencébe helyezi Szkítia nyugati határát, amit a Tarih-i Üngürüsz is alátámaszt: »Amikor abba e tartományba érkeztek, látták, hogy csodálatosan bőséges folyamai vannak nagy számban, sok gyümölcse és bő termése van annak az országnak, és az ő nyelvükön beszélnek« (A hősregében, a jóval Attila előtt bejövő Hunor népe talál rokon őslakosokat). Huszka József (1854–1934) szerint ezen régestelen-régi Kárpát-medencei jelenlétünk dél felé is kihatott. A magyar turáni ornamentika története című művében írja: „Mikéné, Thirint, Kréta, Ciprus görögök előtti lakossága a hun–avar–magyar régi iparművészet emlékeinek a műformáival élt« (…) Pap Gábor, a Mondai őstörténetünk Nimródtól Attiláig című, világhálón megtekinthető előadásában Magóg szellemiségét a Nimród-vallás egy későbbi változataként fogja föl, így oldva a két király közti látszólagos ellentmondást. (…) Kasler Miklós, Dr. Neparáczki Endre és Dr. Török Tibor genetikai vizsgálatai alátámasztják, hogy eleink kiinduló összetevői Közép- és Belső-Ázsiából erednek. Ezek a szittya (vö. Nimród-Magóg), azon belül nagyobbrészt szabír (vö. Magyar), továbbá jelentős ótörök, kisebb-részt ómongol jellegek, később iráni, illetve kaukázusi hatásokkal ötvöződnek (vö. Hunor) és ezen eredmények lényegében egybevágnak Dr. Bíró András Zsolt antropológusnak, a bugaci Kurultáj életrehívójának következtetéseivel. Érdekes, hogy a bajorok, lengyelek, szlovákok, észtek is szegről-végről szkíták, mégis ezt a lehetőséget talán az oroszok becsülik meg a leginkább (vö.: Alexander Dugin új-szkíta turán-barát Eurázsia-eszményével).” (Csiba Zsolt: A Csodaszarvas)